# Paradrymonia tepui
Paradrymonia tepui är en tvåhjärtbladig växtart som beskrevs av Feuillet. Paradrymonia tepui ingår i släktet Paradrymonia och familjen Gesneriaceae. Inga underarter finns listade i Catalogue of Life.